# Duartgletsjer
De Duartgletsjer is een gletsjer in Nationaal park Noordoost-Groenland in het oosten van Groenland. De gletsjer ligt in de Stauningalpen in Scoresbyland en is een grote zijtak van de Spærregletsjer. Ter plaatse komt de Spærregletsjer vanuit het zuiden en de Duartgletsjer stroomt ermee samen vanuit het zuidoosten. De gletsjer is zuidoost-noordwest georiënteerd.
De Duartgletsjer heeft een lengte van meer dan zes kilometer en een breedte van ongeveer een kilometer.
Ten zuidoosten van de Duartgletsjer ligt de Roslingletsjer.